# Strike (Bambole di pezza)
Strike è il secondo album delle Bambole di pezza, pubblicato dalla Alternative Produzioni.
Dopo una forte iniezione punk predominante in tutto il primo album Crash Me, le Bambole hanno assimilato al loro stile alcuni elementi del rock anglosassone contemporaneo, ovvero sonorità anni Settanta, riff garage e liriche pungenti.
Sonorità sporche tipiche del grunge unite a ritmiche incessanti rendono questo disco immediato e diretto.

## Tracce
1. Wendy – 2:51
2. Strike – 3:38
3. Freeway – 3:20
4. Condensa – 3:09
5. Sei tu – 2:58
6. Rivolta – 2:59
7. Contropressione – 3:27
8. Anima G – 3:14
9. DNA – 2:44
10. Sweet Paradise – 3:03